# Microtendipes angustus
Microtendipes angustus är en tvåvingeart som beskrevs av Qi 2006. Microtendipes angustus ingår i släktet Microtendipes och familjen fjädermyggor. Inga underarter finns listade i Catalogue of Life.